# Stróżewo (województwo zachodniopomorskie)
Stróżewo – wieś w Polsce położona w województwie zachodniopomorskim, w powiecie pyrzyckim, w gminie Pyrzyce.
W latach 1975–1998 miejscowość położona była w województwie szczecińskim.